# Dan Howell
Daniel James «Dan» Howell (født 11. juni 1991) er en britisk videoblogger og YouTuber . Han er mest kendt for YouTube-kanalen «Daniel Howell» (tidligere kendt som ‘danisnotonfire’), som han har haft siden 2009. Han har dog også kanalen 'DanAndPhilGames', som er en samarbejdskanal med sin ven Phil Lester. Han arbejdede delvist som radiovært på BBC Radio 1 med Phil Lester, men arbejder til daglig som YouTuber. 
Dan har udgivet tre bøger, ‘The Amazing Book Is Not On Fire’, ‘Dan And Phil Go Outside’ og senest ‘You will get through this night’. Sidstnævnte er skrevet i samråd med psykolog Dr Heather Bolton og beskrives som en “praktisk guide til at tage kontrol og over sit mentale helbred i dag, i morgen og dagene efter”. Bogen blev hurtigt en #1 Sunday Times bestseller.
Dan har også været på turné adskillige gange over hele verden - både alene og sammen med Phil. 
Howell voksede op i Workingham, England. Han bor i London sammen med Phil Lester.
Han har haft to jobs som teenager. Et i en DIY-butik og et i en indkøbsbutik. Daniel har over 6 millioner abonnenter på YouTube.